# Systematische Desensibilisierung
Unter der systematischen Desensibilisierung versteht man eine Therapiemethode aus dem Bereich der Verhaltenstherapie. Sie wird häufig bei Angststörungen eingesetzt und hat die Konfrontation mit angstauslösenden Themen zum Gegenstand. Sie sieht jedoch, anders als die Reizüberflutung (Flooding), ein schrittweises Vorgehen vor. Als ein Begründer der systematischen Desensibilisierung gilt Joseph Wolpe. Die systematische Desensibilisierung gilt als weniger wirksam als eine Konfrontationstherapie ohne Entspannungsmethode und wird teils sogar als „Meidungs-Management“ kritisiert. Im Unterschied dazu kann eine gestufte Reizkonfrontation (d. h. ohne Entspannungsmethode) sinnvoll sein, wenn der Patient sich dadurch besser motivieren lässt, insbesondere auch zwischen den Sitzungen zu üben.

## Therapie
Der Therapeut erarbeitet zunächst mit dem Patienten eine Reizhierarchie (Stärke des Angstgefühls bezogen auf ein Thema), da es bei den meisten Angststörungen bei den betreffenden Personen zuvor zu einer Reizgeneralisierung gekommen ist. So hat z. B. jemand, der eine Rattenphobie hat, in der Regel auch Angst vor Mäusen, etwas weniger vor Meerschweinchen und sogar „ein wenig“ Angst (ein Gefühl des Unbehagens) vor Fellen und Pelzen. Auch die rein gedankliche Vorstellung geeigneter Objekte bzw. Situationen wird bereits Angst auslösen. Je weniger komplex die Symptomatik sich darstellt, desto zielgerichteter kann die Behandlung erfolgen.
Die systematische Desensibilisierung setzt dann in der Therapie an einem schwachen Glied der zuvor erstellten Reizhierarchie an und konfrontiert den Patienten mit einer Vorstellung eines Objektes, welches der Betroffene in nur geringem Maße mit dem eigentlichen Phobieobjekt assoziiert. Zusätzlich wird angstantagonistisches Verhalten eingeübt, meist eine sogenannte progressive Muskelentspannung (auch: progressive Muskelrelaxation, kurz PMR). Falls bei der Vorstellung eines Reizes Angst auftritt, wird dabei die Vorstellung sofort abgebrochen und zur Entspannung übergegangen. Hat sich der Patient daran gewöhnt, ist er also desensibilisiert, so kann er die nächste Stufe in Angriff nehmen und mit der Vorstellung der Maus eine Annäherung wagen. Die Reizhierarchie wird also bis zum Auslösungsobjekt der psychischen Störung schrittweise abgearbeitet, sodass der Betroffene letztlich nicht zwingend voll und ganz von seiner Störung geheilt wird, dennoch zumindest in Zukunft besser mit seinen Gefühlen zu bestimmten Objekten oder Situationen umgehen kann.

## Einzelbelege
1. 1 2  Hans Morschitzky: Angststörungen: Diagnostik, Konzepte, Therapie, Selbsthilfe. Springer-Verlag, 2009, S. 395 ff. (google.de – eingeschränkte Vorschau in der Google-Buchsuche).
2. ↑  Hofmann, Stefan G.: Einführung in die moderne Kognitive Verhaltenstherapie. Psychotherapeutische Lösungsansätze. Springer VS 2013
3. ↑  Stavemann, Harlich H.: KVT update. Neue Entwicklungen und Behandlungsansätze in der kognitiven Verhaltenstherapie. Beltz Verlag 2012
4. ↑  Batra, Anil / Wassmann, Reinhard / Buchkremer, Gerhard: Verhaltenstherapie. Grundlagen - Methoden - Anwendungsgebiete. Thieme, 4. vollständig überarbeitete Auflage 2013